# Duca di Montbazon
Il titolo di Duca di Montbazon è un titolo nobiliare francese che venne concesso da Enrico III di Francia a Luigi VII de Rohan-Montbazon, aristocratico francese, discendente dell'omonima casata bretone, nel 1588. 
Dopo l'erezione della signoria di Montbazon a ducato per Luigi VII de Rohan-Montbazon, il principato di Guémené divenne la prerogativa del figlio maggiore ed erede del Duca di Montbazon.
L'attuale detentore del titolo di Duca di Montbazon, insieme che con quello di Principe di Guéméné, Duca di Bouillon, Principe di Rohan, Principe di Montauban, Principe di Rochefort, è Charles Raoul de Rohan-Rochefort.

## Storia
Il Ducato di Montbazon è l'area intorno a Montbazon, vicino a Tours, in Francia. Durante l'Ancien Régime, Montbazon, vicino a Tours, divenne una signoria detenuta dal Casato di Rohan nel XV secolo; fu elevato a contea nel 1557 e portato al livello di un ducato nel 1588.

## Signori di Guéméné (1430—1557)
| Dal  | Al   | Signore di Guéméné         |
| ---- | ---- | -------------------------- |
|      | 1438 | Carlo I de Rohan-Guémené   |
| 1438 | 1457 | Luigi I de Rohan-Guémené   |
| 1457 | 14?? | Luigi II de Rohan-Guémené  |
| 14?? | 1498 | Luigi III de Rohan-Guémené |
| 1498 | 1527 | Luigi IV de Rohan-Guémené  |
| 1527 | 1557 | Luigi V de Rohan-Guémené   |

## Conti di Montbazon (1557—1611)
| Dal  | Al   | Conte di Montbazon       |
| ---- | ---- | ------------------------ |
| 1557 | 1611 | Luigi V de Rohan-Guémené |

## Duchi di Montbazon (1588-oggi)
| Dal  | Al        | Duca di Montbazon                                               |
| ---- | --------- | --------------------------------------------------------------- |
| 1588 | 1589      | Luigi VII de Rohan-Montbazon (1562-1589)                        |
| 1589 | 1654      | Hercule de Rohan (1568-1654)                                    |
| 1654 | 1667      | Luigi VIII de Rohan (1598-1667)                                 |
| 1667 | 1699      | Charles II de Rohan (1633-1699)                                 |
| 1699 | 1727      | Charles III de Rohan-Guéméné (1655-1727)                        |
| 1727 | 1757      | Hercule Mériadec de Rohan-Guéméné (1688-1757)                   |
| 1757 | 1800      | Jules Hercule Mériadec de Rohan-Guéméné (1726-1800)             |
| 1800 | 1809      | Henri Louis de Rohan (1745-1809)                                |
| 1809 | 1836      | Charles Alain de Rohan (1764-1836)                              |
| 1836 | 1846      | Louis Victor Meriadec de Rohan (1766-1846)                      |
| 1846 | 1892      | Camille Philippe Joseph Idesbald de Rohan-Rochefort (1800-1892) |
| 1892 | 1914      | Alain I Benjamin Arthur de Rohan-Rochefort (1853-1914)          |
| 1914 | 1976      | Alain II Anton Joseph de Rohan-Rochefort (1893-1976)            |
| 1976 | 2008      | Charles V Alain Albert de Rohan-Rochefort (1934-2008)           |
| 2008 | 2019      | Albert Marie de Rohan-Rochefort (1936-2019)                     |
| 2019 | in carica | Charles VI Raoul de Rohan (1954-)                               |